# Delphinium newtonianum
Delphinium newtonianum är en ranunkelväxtart som beskrevs av David Moresby Moore. Delphinium newtonianum ingår i släktet storriddarsporrar, och familjen ranunkelväxter. Inga underarter finns listade i Catalogue of Life.